# 卡利尼夫卡 (馬涅維奇區)
51°2′51″N 25°41′55″E / 51.04750°N 25.69861°E
卡利尼夫卡（烏克蘭語：Калинівка），是烏克蘭西北部的村落，隸屬沃倫州的盧茨克區。該村始建於1962年，面積8.1平方公里，海拔高度185米，2001年人口174，人口密度每平方公里21.48人。